# Julius Lindström
Bernhard Julius Lindström, född 6 maj 1825 i Göteborg, död 24 december 1904 på Nolhaga i Alingsås landsförsamling, var en svensk grosshandlare, kommunalpolitiker, riksdagsman och filantrop.

## Biografi
Lindström blev efter avslutade studier vid Göteborgs handelsinstitut 1840 anställd vid faderns kontor, samt 1847 delägare i den av fadern grundade tobaksfabriken Lindström & Brattberg och var ensam innehavare av denna 1849–1895. Han arbetade dessutom mycket för ett rationellt lantbruk på sina egendomar Trystorp i Örebro län och Nolhaga i Alingsås.
Han valdes av Göteborgs stad till ledamot av borgarståndet för riksdagarna 1862–1863 och 1865–1866 och till ledamot av andra kammaren 1867–1872 samt var ledamot av första kammaren för Örebro län 1878–1881. Lindström var särskilt anlitad i finansiella frågor och var medlem av bankoutskottet 1862–1863 och 1865–1869 samt suppleant i statsutskottet 1879–1881. I riksdagen skrev han två egna motioner en om ändringar i konkurslagen och en om upphävande av förbudet mot förskrivning av högre ränta än efter sex procent.
I Göteborgs stadsfullmäktige intog Lindström 1862–1878 en framskjuten ställning i det kommunala livet. Han donerade också till staden, med anledning av representationsreformens genomförande och till minne av sin far, Göteborgs gymnastik- och exercishus. Han inrättade även Julius Lindströms stiftelse, avsedd för bostäder åt pauvres honteux. Lindström blev 1896 medlem av Kungliga Vetenskaps- och Vitterhetssamhället i Göteborg.

## Familj
Julius Lindström var son till politikern och affärsmannen Eric Gustaf Lindström och Karolina Johanna Lindström, född Linderot. och gifte sig första gången den 14 maj 1850 i Göteborg med Amanda Fredrika Wahlgren (1826–1870), dotter till handlanden Karl Fredrik Wahlgren och Anna Fredrika Segerdahl. Efter att ha blivit änkeman gifte han sig andra gången den 8 augusti 1871 i Släp i Halland med Christine Zachau (1848–1930), dotter till handlanden Karl Kristoffer Zachau och Gustava Stenberg.
Lindström blev far till Ivar och Albert Lindström samt farfar till äventyraren Eva Dickson.